# Xylophanes thyelia
Espèce
Xylophanes thyelia  est une espèce de lépidoptères de la famille des Sphingidae, de la sous-famille des Macroglossinae, tribu des Macroglossini, sous-tribu des Choerocampina, et du genre Xylophanes.

## Description
L'envergure des ailes varie de 53 à 54 mm. Il est semblable aux espèces de Xylophanes, mais il est beaucoup plus petit. Il y a une ligne longitudinale sombre sur la tête, qui est bordée du côté ventral de chamois au-dessus de l'antenne. Le tegula a une ligne médiane brun foncé, bordée de chaque côté par une bande gris pâle. L'abdomen a une ligne médiane marron bordé par des lignes grises étroites. La face dorsale de l'aile antérieure est brun foncé et chamois. La face ventrale de l'aile antérieure a trois lignes brun foncé ou noir et parallèles postmédiane. La face dosrale de l'aile postérieure est gris-brun presque uniforme et la bande médiane est à peine indiquée.

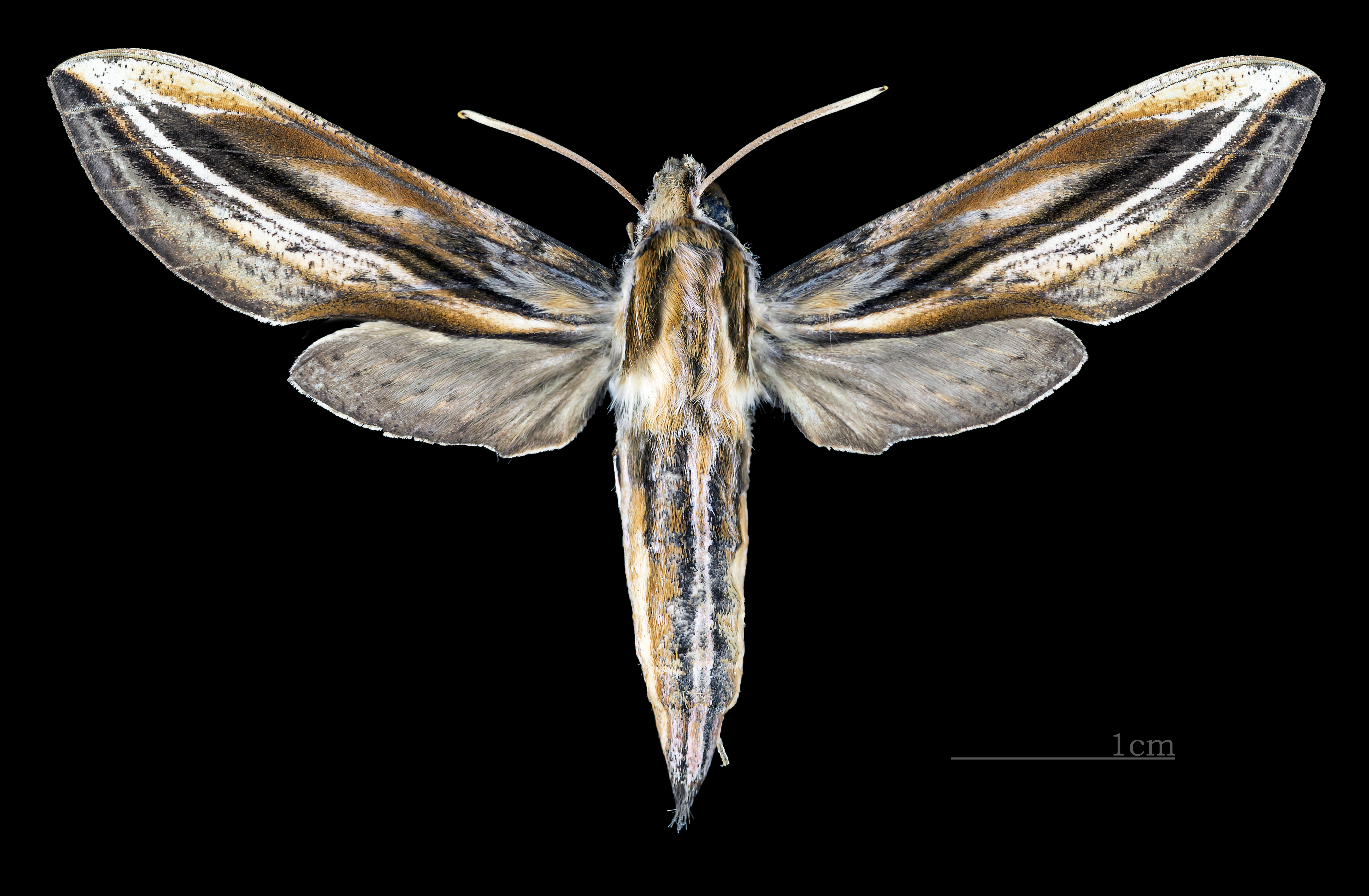
Face dorsale de la femelle (coll.MHNT)
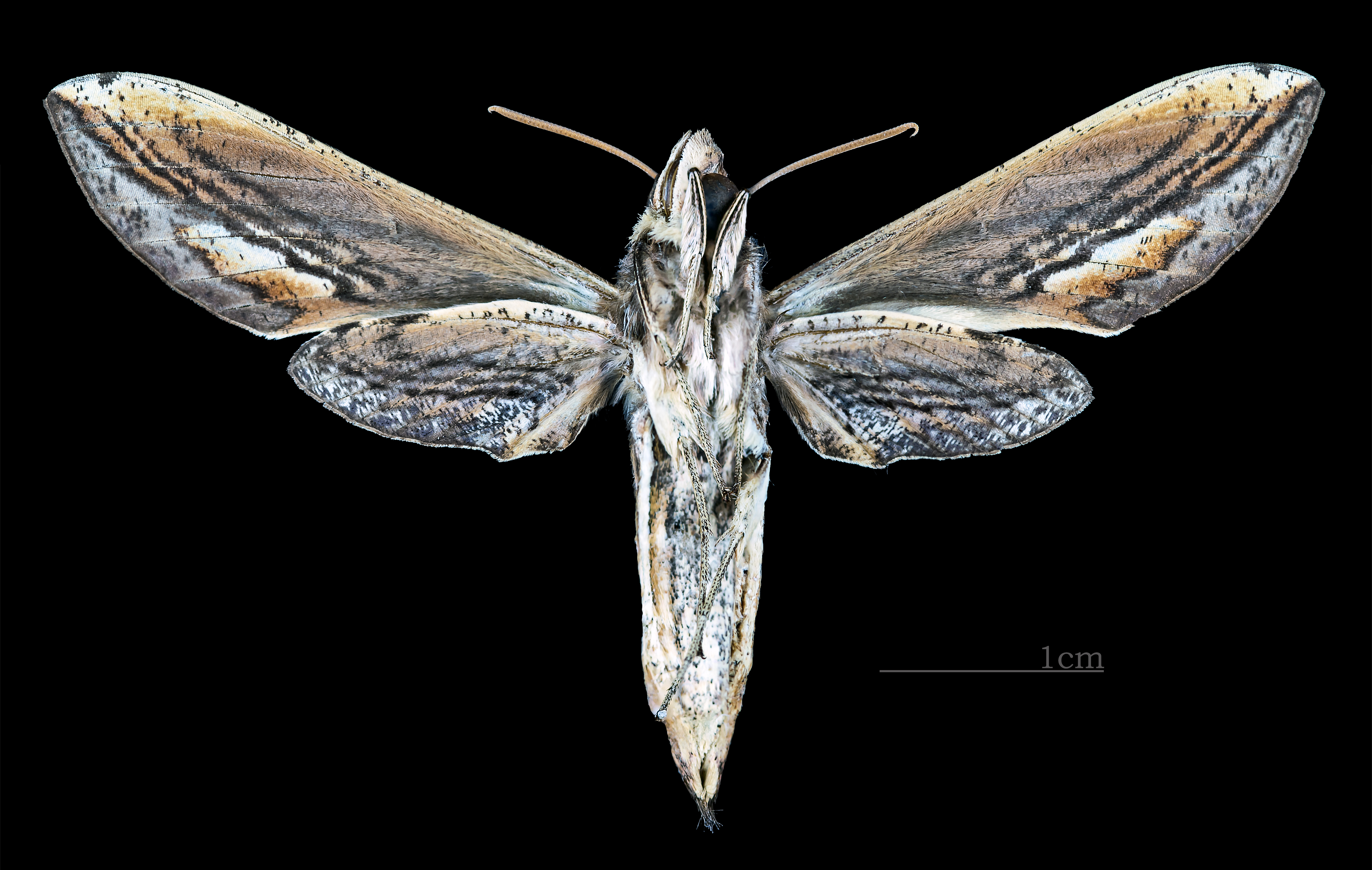
Face ventrale de la femelle (coll.MHNT)

## Répartition
Il se trouve au Mexique en Amérique centrale, au Venezuela, en Guyane, en Colombie, en Équateur et au Pérou et plus au sud en Bolivie, au Paraguay et en Argentine.

## Biologie
Les adultes volent toute l'année.

## Systématique
L'espèce Xylophanes thyelia a été décrite par le naturaliste suédois Carl von Linné en 1758, sous le nom initial de Sphinx thyelia.

### Synonymie
- Sphinx thyelia Linnaeus, 1758 Protonyme
- Isoples theylia Moore, 1882[3].

### Liste des sous-espèces
- Xylophanes thyelia thyelia Linnaeus, 1758; (Mexique à travers l'Amérique centrale vers le Venezuela, la Colombie, l'Équateur et le Pérou et plus au sud en Bolivie, au Paraguay et en Argentine)
- Xylophanes thyelia salvini (Druce, 1878) (Mexique, Guatemala et Belize)

Synonymie pour cette sous-espèce
Choerocampa salvini Druce, 1878.
Chaerocampa salvini Godman & Salvin, 1881.